# Fabricio Simeoni
Fabricio Simeoni (3 de marzo de 1974, Rosario - ibídem, 14 de octubre de 2013) fue un poeta, escritor y periodista argentino. Es considerado como una de las figuras más destacadas de la poesía argentina, sobre todo en su ciudad de origen. En mayo de 2005 fue declarado "artista distinguido" por el Concejo Municipal de Rosario por su trayectoria poética, literaria y periodística. Y en diciembre del siguiente año recibió la distinción como "Artista de la Provincia de Santa Fe", reconocimiento otorgado por la Cámara de Diputados.

## Biografía
Simeoni nació en Rosario en marzo de 1974. Desde el año y medio sufría una atrofia espinal progresiva que fue paralizando casi todo su cuerpo —a excepción de los ojos y la boca— y que lo mantuvo la mayor parte de su vida en una silla de ruedas. Las limitaciones físicas no le impidieron desarrollarse como periodista, la profesión con la que él mismo se definía. Fue integrante del equipo de Prensa de la Plaza Cívica, codirector de las revistas Boga y Los lanzallamas y columnista de publicaciones como Franzin, Espacio y tiempo, La Presente y El Fisgón Digital, entre otras. También coordinó talleres literarios que llevó hasta lugares como el Irar y la cárcel de mujeres.
Fabricio estuvo también al frente de "El barco ebrio" y "La cofradía del tío Ben", programas radiales que condujo en la FM Red TL 105.5 MHz de Rosario, además de colaborar con otras radios. Como poeta y escritor, editó en 2000 su libro Cronos; entre 2001 y 2004 salieron Rey Piojo, Calambres de los descensos y Agua Virgen, tres libros de poesía minimalista. Jardines flotantes y Sub fueron editados en 2005, el mismo año en que el Concejo Municipal de Rosario lo declaró artista distinguido.
Otro pasto y Cavidades del recreo salieron en 2007. La narrativa llegó en 2008 con La mujer de las cortadas y en 2009 volvió a la poesía minimalista con Episodios del fuego y El prontuario de la luciérnaga. Después vinieron El libro de filosofía y Sin corset. Además integró antologías y editó un disco con música de Fabián Gallardo y las voces de Roberto Fontanarrosa, Gustavo Cordera y Quique Pesoa, entre otros.
Tras sufrir un accidente cerebrovascular (ACV) es internado de urgencia en el Sanatorio Parque de Rosario, donde falleció a los 39 años, el 14 de octubre de 2013. Los homenajes y las despedidas se replicaron inmediatamente en las redes sociales para recordar a un hombre "de vida intensa". Dos meses después de su muerte el Concejo municipal de Rosario aprobó un proyecto para cambiar el nombre de la calle Pasaje Zabala a "Poeta Fabricio Simeoni", como se llama actualmente.